# Nur Dhabitah Sabri
Nur Dhabitah Sabri (ur. 12 lipca 1999 w Kuala Lumpur) – malezyjska skoczkini do wody, olimpijka z Rio de Janeiro 2016, z Tokio 2020 i z Paryża 2024, wicemistrzyni igrzysk azjatyckich.

## Udział w zawodach międzynarodowych
| Impreza                       | Rok  | Miejsce            | Konkurencja                           | Wynik  | Wynik   |
| Impreza                       | Rok  | Miejsce            | Konkurencja                           | Punkty | Miejsce |
| ----------------------------- | ---- | ------------------ | ------------------------------------- | ------ | ------- |
| Igrzyska olimpijskie          | 2016 | Rio de Janeiro     | wieża 10 m indywidualnie              | 338.00 | 9.      |
| Igrzyska olimpijskie          | 2016 | Rio de Janeiro     | trampolina 3 m synchronicznie         | 293.40 | 5.      |
| Igrzyska olimpijskie          | 2020 | Tokio              | trampolina 3 m indywidualnie          | 326.15 | 4.      |
| Igrzyska olimpijskie          | 2024 | Paryż              | trampolina 3 m indywidualnie          | 244.80 | 12.     |
| Mistrzostwa świata w pływaniu | 2015 | Kazań              | trampolina 3 m indywidualnie          | 276.65 | 19.     |
| Mistrzostwa świata w pływaniu | 2015 | Kazań              | wieża 10 m indywidualnie              | 316.40 | 14.     |
| Mistrzostwa świata w pływaniu | 2015 | Kazań              | trampolina 3 m synchronicznie kobiet  | 294.66 | 8.      |
| Mistrzostwa świata w pływaniu | 2017 | Budapeszt          | trampolina 1 m indywidualnie          | 242.35 | 17.     |
| Mistrzostwa świata w pływaniu | 2017 | Budapeszt          | trampolina 3 m indywidualnie          | 292.35 | 10.     |
| Mistrzostwa świata w pływaniu | 2017 | Budapeszt          | trampolina 3 m synchronicznie kobiet  | 288.72 | 6.      |
| Mistrzostwa świata w pływaniu | 2019 | Gwangju            | trampolina 3 m indywidualnie          | 249.05 | 25.     |
| Mistrzostwa świata w pływaniu | 2019 | Gwangju            | trampolina 3 m synchronicznie kobiet  | 277.35 | 8.      |
| Mistrzostwa świata w pływaniu | 2019 | Gwangju            | trampolina 3 m synchronicznie mikstów | 271.29 | 11.     |
| Mistrzostwa świata w pływaniu | 2022 | Budapeszt          | trampolina 3 m synchronicznie kobiet  | 282.45 | 6.      |
| Mistrzostwa świata w pływaniu | 2022 | Budapeszt          | wieża 10 m synchronicznie kobiet      | 298.68 | 03 !    |
| Mistrzostwa świata w pływaniu | 2023 | Fukuoka            | trampolina 3 m indywidualnie kobiet   | 285.45 | 15.     |
| Mistrzostwa świata w pływaniu | 2023 | Fukuoka            | trampolina 3 m synchronicznie kobiet  | 272.94 | 8.      |
| Mistrzostwa świata w pływaniu | 2024 | Doha               | trampolina 3 m indywidualnie kobiet   | 238.15 | 24.     |
| Mistrzostwa świata w pływaniu | 2024 | Doha               | trampolina 3 m synchronicznie kobiet  | 258.30 | 9.      |
| Mistrzostwa świata w pływaniu | 2024 | Doha               | wieża 10 m synchronicznie kobiet      | 240.06 | 12.     |
| Igrzyska azjatyckie           | 2018 | Dżakarta-Palembang | trampolina 1 m indywidualnie          | 263.05 | 4.      |
| Igrzyska azjatyckie           | 2018 | Dżakarta-Palembang | trampolina 3 m indywidualnie          | 330.75 | brąz    |
| Igrzyska azjatyckie           | 2018 | Dżakarta-Palembang | trampolina 3 m synchronicznie kobiet  | 298.23 | srebro  |
| Igrzyska azjatyckie           | 2018 | Dżakarta-Palembang | wieża 10 m synchronicznie kobiet      | 310.80 | brąz    |